# ジョセフ・トムソン (探検家)
ジョセフ・トムソン（Joseph Thomson、1858年2月14日 – 1895年8月2日）は、アフリカ分割において重要な役割を果たした、スコットランドの地質学者、探検家。トムソンガゼルや、ニャフルルのトムソンの滝は、彼にちなんで命名されたものである。科学者というよりも、探検家として卓越した存在であり、ポーター同士の争いごとや、現地の先住民との衝突を避け、先住民を殺したり、配下の従者を暴力沙汰で失うようなことはしなかった。「穏やかに進む者は、安全に進み、安全に進む者は、遠くまで進む (He who goes gently, goes safely; he who goes safely, goes far.)」という言葉は、トムソンのモットーとして引用されることがよくある。

## 生い立ち
ダンフリーズシャーのペンポントに生まれ、父親が営んでいた石工や石切場の事業の徒弟となった。アマチュアながら地質学と植物学に深い関心を寄せ、エディンバラ大学で正式な教育を受け、アーチボルド・ゲイキーやトマス・ヘンリー・ハクスリーのもとで学んだ。

## 王立地理学会
1878年に大学を卒業すると、トムソンは、王立地理学会がダルエスサラームからニアサ湖（マラウイ湖）とタンガニーカ湖へのルート探索のために組織したアレクサンダー・キース・ジョンストンが率いる探検隊に、地質学者、博物学者として加わった。この探検行の途中でジョンストンは死亡し、トムソンは一行の指揮を執ることとなった。トムソンは、14カ月に及び3,000マイルを踏破したこの遠征を成功に導き、多数の標本を持ち帰るとともに、多数の観察記録を残した。
1883年には、王立地理学会が組織した、アフリカ東岸からヴィクトリア湖北岸に至るルートを探索する探検隊に加わった。当時、イギリス帝国の商人たちは、敵対する恐れの高いマサイ族や、競合関係にあったドイツ帝国の商人たちを避けて通るルートを求めていた。この探検隊は、競合したドイツのグスタフ・A・フィッシャーの探検隊より出発が数ヵ月遅れた。トムソンのリーダーシップは、この探検も成功させ、有効なルートを確立するとともに、数多くの重要な生物学的、地質学的、民族誌的観察記録を残したが、途上で試みたキリマンジャロへの日帰り登山には失敗した。東アフリカにおける活動を通して、トムソンは、ハンター（狩猟家）としての評判も確立した。しかし、帰路でトムソンは、アフリカスイギュウに襲われて負傷し、このためにマラリアと赤痢に罹患してしまった。
やがて回復したトムソンは、1884年11月の王立地理学会の会合で、自身の経験について語り、翌年には学会から金メダル（創立者メダル）を授与された。彼の著書『Through Masai Land』は、1885年1月に刊行されると、ベストセラーとなった。この本を真っ先に読んだ読者の一人は、まだ無名だったヘンリー・ライダー・ハガードであった。ハガードの想像力は、トムソンの探検によって点火され、程なくしてハガード『ソロモン王の洞窟 (King Solomon's Mines)』が書かれた。トムソンはこれに激怒した。トムソンは、赤道直下にありながら冠雪している山々についての最初の信憑性の高い報告をなし、マサイ族の戦士たちを相手に自分の義歯を外して見せ、自分は魔法使いだと言って恐れさせた。『ソロモン王の洞窟』の作中でも、登場人物のひとりであるグッド海軍大佐 (Captain Good) が、これと全く同じように、山に登って雪に出くわし、また、歯を外して見せてククアナ族 (the Kukuana tribe) を怯えさせていたのである。トムソンは、自分でも小説を書き『Ulu: an African Romance』として刊行したが、こちらはさっぱり売れなかった。

## 絶頂期
1885年、トムソンは、ナショナル・アフリカ会社（National African Company：王立ニジェール会社の前身）に雇われ、ニジェール川一帯にドイツの勢力が及ぶことを妨げる活動に就いたが、翌年にはイギリスに帰国し、もはやアフリカ大陸には大規模な探検の機会は残されていないと幻滅したような講演を行なった。イギリスでの生活に満足できなくなっていったトムソンは、新たな探検の機会を求めて奮闘した。モロッコのアトラス山脈への、さほど大きくない規模の探検は、ポーターたちや地元の政治情勢のためにトラブルが続き、失敗に終わった。1889年には、新進作家だったJ・M・バリーとともに、中央ヨーロッパをひと月かけて旅行した。

## イギリス南アフリカ会社
イギリス政府が、「ザンベジア (Zambezia)」と称されていた、後のローデシア（現在のジンバブエとザンビアの領域）から、北はアフリカ大湖沼に至る地域の領有を主張していた1890年、ケープ植民地首相セシル・ローズは、トムソンを雇い入れ、ザンベジ川の北側を探検し、勅許会社であるイギリス南アフリカ会社の代表者として先住民の首長たちと条約を結んで鉱業権を確保する任務にあたらせた。この任務での遠征中、トムソンは一連の重要な条約を結んだが、天然痘がこの地域に蔓延しはじめたため、最終的な目的であった、イエケ王国のムシリ王の宮廷に滞在していたアルフレッド・シャープに会い、シャープを支援して、鉱物資源が豊富なこの地域をザンベジアに編入する条約を結ぶ、という目論見を果たすことはできなかった。トムソンの役割は、布、火薬、その他の贈り物を持参して、ムシリに好印象を与えるというものだった。しかし、これらの贈り物が到着しなかったために、シャープは拒絶され、1年後にウィリアム・ステアズ大尉が率いた遠征隊 (Stairs Expedition) が、トムソンが再びカタンガを目指して競合していると思い込んだ状況で、ムシリを殺害し、カタンガをベルギー王レオポルド2世に譲り渡した。トムソンは、ステアズ遠征のことを知らないまま、イギリス政府から現地へ向かわないよう指示されていた。

## 死
トムソンの健康は、尿路感染症、住血吸虫症、腎盂腎炎などによって蝕まれていた。1892年、肺炎を患ったトムソンは、回復に適した気候を求めて、イングランド、南アフリカ、イタリア、フランスなどを転々とした。1895年、トムソンはロンドンにおいて、37歳で死去した。

## トムソンに因む命名
トムソンに因んで命名されたものには、以下の例がある。
- アフリカのガゼル - Eudorcas thomsonii、トムソンガゼル (Thomson's gazelle)[4]
- カワニナに近縁な淡水生巻貝 - Limnotrochus thomsoni E. A. Smith, 1880[5]
- アフリカマイマイと同属のカタツムリ - Achatina thomsoni E. A. Smith, 1880[5] (Achatina spekei Dohrn)[6]
- 淡水生二枚貝 - Unio thomsoni E. A. Smith, 1880[5] (Grandideriera burtoni Woodward, 1859)[6]

## 主な著書
- To the Central African Lakes and Back (2 vols., 1881)
- Through Masai Land (1885)
- Through Masai Land – A Journey of Exploration Among the Snowclad Volcanic Mountains and Strange Tribes of Eastern Equatorial Africa at the Wayback Machine (archived 25 April 2005) (New and revised edition, 1887)
- Travels in the Atlas and Southern Morocco (1889)
- Mungo Park and the Niger (1890)

## 関連文献
- Rotberg, R.I. (1971) Joseph Thomson and the exploration of Africa
- Thomson, J.B. (1896) Joseph Thomson: African explorer